# Bulbur Glacier
Bulbur Glacier är en glaciär i Antarktis. Den ligger i Västantarktis. Inget land gör anspråk på området. Bulbur Glacier ligger 188 meter över havet.
Terrängen runt Bulbur Glacier är kuperad åt nordväst, men åt sydost är den platt. Trakten är obefolkad. Det finns inga samhällen i närheten.